# Charolles
Charolles – miejscowość i gmina we Francji, w regionie Burgundia-Franche-Comté, w departamencie Saona i Loara, położona na terenie krainy Charolais. 
Według danych na rok 1990 gminę zamieszkiwało 3048 osób, a gęstość zaludnienia wynosiła 153 osoby/km² (wśród 2044 gmin Burgundii Charolles plasuje się na 66. miejscu pod względem liczby ludności, natomiast pod względem powierzchni na miejscu 443.).